# Стоун (окръг, Мисури)
Окръг Стоун (на английски: Stone County) е окръг в щата Мисури, Съединени американски щати. Площта му е 1323 km², а населението - 32 103 души. Административен център е град Галина.